# 马尔萨内
马尔萨内（法語：Marsaneix，法語發音：[maʁsanɛ]）是法国多尔多涅省的一个旧市镇，属于佩里格区。2017年1月1日，马尔萨内和相邻的另外2个市镇合并为新市镇萨尼亚克。

## 地理
马尔萨内（45°5'55"N, 0°47'4"E）面积23.85 平方千米，位于法国新阿基坦大区多爾多涅省，该省份为法国西南部内陆省份，是法國本土面积第三大的省，大致对应佩里戈尔地区，北起顺时针与夏朗德省、上维埃纳省、科雷兹省、洛特省、洛特-加龙省、吉倫特省和滨海夏朗德省接壤。
与马尔萨内接壤的市镇（或旧市镇、城区）包括：萨隆、布勒伊、埃格利斯讷沃-德韦尔、萨尼亚克圣母镇、布拉扎克-伊勒-马努瓦尔、圣玛丽德希尼亚克、拉克罗普特、阿蒂尔、马努瓦尔河畔圣洛朗。
马尔萨内的时区为UTC+01:00、UTC+02:00（夏令时）。

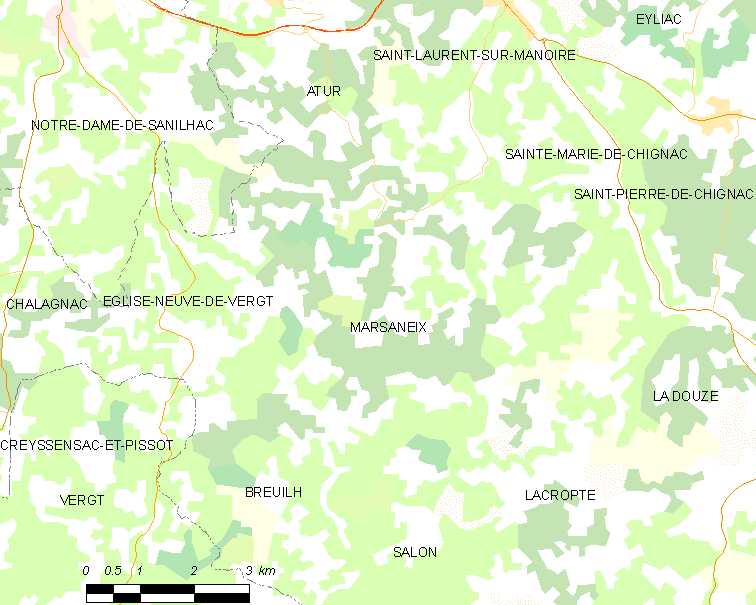
马尔萨内的OSM定位图

## 行政
马尔萨内的邮政编码为24750，INSEE市镇编码为24258。

## 政治
马尔萨内所属的省级选区为伊勒-马努瓦尔县。

## 人口

1962-2008年间马尔萨内人口变化图示

马尔萨内于2018年1月1日时的人口数量为1123人。